# Campionato del mondo di calcio da tavolo 2006 - Categoria squadre Under-15
Il Campionato del Mondo di Calcio da tavolo di Dortmund in Germania.
Fasi di qualificazione ed eliminazione diretta della gara a squadre della Categoria Under15 (18 giugno).
Per la classifica finale vedi Classifica.
Per le qualificazioni delle altre categorie:
- individuale Open
- squadre Open
- individuale Under19
- squadre Under19
- individuale Under15
- individuale Veterans
- squadre Veterans
- individuale Femminile
- squadre Femminile

## Gironi Eliminatori

### Girone 1
- Italia  -  Germania 3-0
- Belgio  -  Germania 1-2
- Italia  -  Belgio 1-1

### Girone 2
- Danimarca  -  Repubblica Ceca 4-0
- Francia  -  Repubblica Ceca 3-1
- Danimarca  -  Francia 2-2

## Semifinali
- Italia  - Francia  1-3
- Danimarca  -  Germania 3-1

## Finale
Francia  -  Danimarca 1-3
| Benjamin Garnier | Christian E. Christiansen | 0-1 |
| Charles Mekri    | Lasse Honore              | 0-2 |
| William Etienvre | Kristian Staal Nielsen    | 1-5 |
| Joris Bois       | David Frederiksen         | 2-0 |